# 部品カタログ
部品カタログ（米: parts catalog、イギリス英語: parts catalogue）は、工業製品を構成する部品をリスト化したものである。「パーツ（部品）リスト」などとも呼ばれる。本項では特に工業製品のメンテナンス用途として、メンテナンス関連業者やユーザーの手によってメンテナンス用部品の検索・特定に利用されるものを扱う。

## 概要
工業製品の製造メーカーによって作成され、メンテナンス関連業者やユーザー向けに提供される。
内容は主に製品毎に製造番号や製造時期、仕様などによって分類された部品番号のリストであるが、部位毎にASSYまたはASSY状態から供給可能な単位毎に部品が分解された状態のイラストや画像で描かれる「分解図」と、分解図に描かれた各部品毎に対応した「部品番号」のリストの組み合わせにより、部品名称などの単語や文章だけでなく形状からも部品が検索・特定が出来る様工夫されているものもある。
冊子、電子ファイル（例：PDF）や専用に開発されたアプリケーションソフトウェアが収録されたCD または DVDなどのメディアや、それらをWebサイトよりダウンロード可能にしたもの、Webアプリケーションなどの形で提供される。
工業製品の種類やメーカー、製品、分野などによって、有償・無償、提供範囲（特定の業者以外への提供を行わないか、一般ユーザーに対しても提供を行うか等）が異なる。

## 分野別

### 自動車
自動車メーカーで組立時に用いられた部品を代替する補修部品カタログについては自動車メーカーによって作成され、系列自動車ディーラーや自動車部品販売会社へ提供される。更にそこから有力な一般の自動車部品店や自動車整備工場へ提供される事もある。一般ユーザーに対しての提供は通常考慮されていない。
国産車については、通常日本国内の自社系列ディーラー網で販売される（された）自社ブランドの車種が収録される。海外自動車メーカーによって製造された輸入車については同メーカーの作成する国際版部品カタログが主に用いられる。
自動車検査証に記載される型式指定番号・類別区分番号、あるいは自動車検査証の記載の他に車台などに直接打刻された車台番号や車両識別番号を用いると、より正確に部品番号が絞られ、効率的に部品の検索・特定できるようになっている。
この他、同じく自動車メーカーが販売する自動車用品やチューニングパーツメーカーの作成するチューニングパーツや、自動車部品メーカーが作成する部品メーカー自身のブランドによるいわゆる社外部品、コーチビルダーや特装・艤装メーカーの作成する架装部品などの各カタログがある。
これらの一部は、一般ユーザーに対して提供されるものもある。